# Luis Calamaris
Luis Eduardo Calamaris – panamski piłkarz występujący na pozycji napastnika.

## Kariera klubowa
Początkowo Calamaris występował w drugoligowym zespole Chorrillo FC, w którego barwach w sezonie 1997 został królem strzelców drugiej ligi panamskiej (22 gole). Stamtąd przeniósł się do występującego w najwyższej klasie rozgrywkowej klubu San Francisco FC, gdzie od razu został gwiazdą zespołu. Dwa razy z rzędu wywalczył tytuł króla strzelców ligi panamskiej – w sezonach 1997/1998 (21 goli) i 1998/1999 (18 goli). Ponadto w sezonie 1998/1999 został wybrany w oficjalnym plebiscycie najlepszym piłkarzem rozgrywek. Za sprawą udanych występów otrzymał oferty z panamskich klubów CD Árabe Unido, CD Plaza Amador i AFC Euro Kickers oraz salwadorskiego CD FAS.
W sezonie Apertura 2001 na przestrzeni tygodnia Calamaris zanotował występy zarówno w drużynie San Francisco, jak i w CD Plaza Amador, naruszając tym samym regulamin rozgrywek. W późniejszych latach występował w barwach ekipy Marisco FC w lokalnych rozgrywkach amatorskich, a następnie grał w lidze oldbojów. Był opisywany jako zawodnik obdarzony dużą szybkością.

## Kariera reprezentacyjna
W maju 1998 Calamaris jako zawodnik olimpijskiej reprezentacji Panamy U-23 wystąpił w towarzyskim turnieju Copa del Pacífico. W sierpniu 1999 został powołany przez selekcjonera Miguela Mansillę na zgrupowanie seniorskiej reprezentacji Panamy.